# Pedro Carrasquedo
Pedro Carrasquedo est un homme politique français d'obédience trotskyste né le 7 juillet 1951 à Saint-Sébastien et mort le 26 octobre 2015, à Bayonne.
Il était membre de la Commission exécutive et du Bureau national de la CGT-Culture et ex-membre du Comité politique national du Nouveau Parti anticapitaliste (NPA).
Il était archiviste-bibliothécaire au musée national du château de Pau et délégué du personnel des chargés d’études documentaires (élu titulaire CGT) au ministère de la Culture.

## Biographie

### Origines, émigration, scolarité
Pedro Carrasquedo est né le 7 juillet 1951 à Saint-Sébastien, capitale de la province basque du Guipuscoa en Espagne.
Son père était ouvrier électricien et sa mère couturière. Son grand-oncle, Jacinto Carrasquedo Olarra, est connu comme un des principaux auteurs de pièces de théâtre en langue basque du Guipuscoa dans les années 1950.
En 1957, la famille émigre à Paris et s’installe dans le quartier de Belleville (XXe arrondissement).
Son parcours scolaire le mène mène de l’école communale de Belleville, rue Ramponneau au collège d’enseignement général de la rue Pelleport puis au lycée Voltaire où il fait la connaissance de lycéens qui, eux aussi, à la veille de la grève générale de 68, s’engagent très tôt dans le combat politique. Parmi eux, François Sabado et Pierre Rousset, qui feront partie par la suite des dirigeants de la LCR (Ligue communiste révolutionnaire).

### Études, débuts politiques et syndicaux
Pedro Carrasquedo s'engage, dès 1967 dans l'autre branche qui se réclame du trotskysme, celle du « lambertisme », avec d'autres lycéens : Yvon Bureau, (cf. site Les amis de l’Égalité), Dominique Calmé…
Il participe activement à la grève générale de 1968 et sera le dernier secrétaire du cercle de la Fédération des Étudiants Révolutionnaires (FER) du lycée Voltaire avant la dissolution de la FER et de plusieurs autres organisations révolutionnaires par de Gaulle-Marcellin le 12 juin 1968. À la suite d'une plainte déposée devant le conseil d'État , la dissolution sera annulée pour la FER et les autres organisations de la mouvance "lambertiste", ce qui est un cas unique pour les dissolutions de l'après-mai 68.
Après avoir obtenu son bac littéraire, il entre à l’université de Paris IV-Sorbonne en septembre 1969.
Il intègre l'Institut Hispanique et milite syndicalement au sein de l’UNEF. Il est alors membre de la Fédération des groupes d’Études de Lettres (FGEL-UNEF) et de son groupe d’études d’espagnol (GEE-UNEF) de la rue Gay-Lussac. Il s’inscrit en licence, puis en maîtrise d’espagnol.
En janvier 1971, il participe à la création de l'UNEF-Unité syndicale à la suite de la scission imposée par la tendance liée à l’Union des Étudiants Communistes (UEC) qui, n’acceptant pas d’être minoritaires, créent l’UNEF-Renouveau.
En 1974, sollicité par son parti, l’Organisation communiste internationaliste (OCI) dirigée par Pierre Boussel, dit Pierre Lambert, il interrompt ses études pour devenir permanent au siège national, rue du Faubourg-Saint-Denis (Xe arrondissement).

### OCI, MPPT et PT
Il entre quelque temps après au Comité Central de l’OCI qui deviendra PCI (centre international de reconstruction de la IVe Internationale) en 1981. C’est dans ce parti qu’il militera avec d’autres camarades avec lesquels il se liera d’une amitié définitive, tels Jean-Paul Cros, Benjamin Stora, Pierre Broué, Daniel Petri... Il y côtoiera également des militants aux destinées diverses, comme Jean-Christophe Cambadélis, dit Kostas, (devenu député PS de Paris), Denis Sieffert (journaliste à Politis), Laurent Mauduit, journaliste économique et cofondateur de Mediapart, François Chesnais (NPA) etc. .
En 1985, à la création du Mouvement pour un parti des travailleurs (MPPT) qui deviendra Parti des travailleurs (PT) en 1991, il intègre le bureau national du MPPT puis du PT jusqu'à son exclusion de 1992, sous le prétexte officiel de « rupture du centralisme démocratique ». Pedro Carrasquedo a toujours déclaré que la raison véritable de cette exclusion était en fait "des désaccords politiques profonds sur le devenir du parti, ses méthodes de construction et le refus de la création d’un « Parti des travailleurs » autoproclamé, simple projection du PCI sous une autre étiquette au lieu d’être un authentique point de départ pour un parti ouvrier de masse." 
De 1974 à 1992, il aura assumé au sein de ces organisations diverses responsabilités : responsable de secteurs et  régions, ainsi que journaliste au sein du Comité de rédaction de l’hebdomadaire Informations ouvrières (carte de presse no 67709). Il a la charge de plusieurs mandats dans l’activité internationaliste : la Catalogne, clandestinement, une semaine par mois, plusieurs années avant la mort de Franco et la tentative avortée d'y reconstruire le Parti Ouvrier d’Unification Marxiste (le POUM d’Andrés Nin) ; la question nationale basque et les rapports du PCI avec les nationalistes basques  avec des discussions avec Herri Batasuna et le député Jon Idigoras ; l’Amérique Latine.
À ce titre, il sera régulièrement chargé de la traduction, lors des meetings et rencontres internationaux des militants tels que César et Guillermo Lora (POR-Parti Ouvrier révolutionnaire bolivien), Ricardo Napuri (dirigeant péruvien d’origine argentine, l’un des derniers secrétaires de Che Guevara) ou encore Moisés Moleiro, député et doyen de l’Assemblée nationale vénézuélienne et avec lequel fut réalisé le Tribunal International contre la dette des peuples[Quoi ?] à Caracas en 1988.
Sur le terrain du combat démocratique il est chargé de la création, avec ses camarades de parti Benjamin Stora et le militant algérien Khaled Melhaa, du Comité National de Défense des Droits des Travailleurs Immigrés (CNDTI) une des rares organisations en France, ces années-là, à dénoncer et à combattre les camps de rétention administrative des sans-papiers, (camps créés par la loi dite "Mitterrand-Deferre-Le Pors" du 29 octobre 1981) luttant ainsi pour la régularisation de tous les sans-papiers et contre le racisme.
Parmi le comité de parrainage du CNDTI, on pouvait trouver à l’époque de sa création, entre autres : Maître Yves Dechezelles, avocat au Barreau de Paris, qui fut un grand défenseur des militants algériens pourchassés pendant la guerre d’Algérie, Jean Rouch, cinéaste et ethnologue, Michel Leiris, écrivain et ethnologue, Pierre Broué, historien, Jacqueline Lamba, artiste-peintre, compagne d’André Breton, Daniel Guérin, écrivain, Denis Langlois,, avocat et écrivain, Félix Guattari, philosophe, Alex Métayer, comédien, Gérard Bloch, mathématicien, Barbe, dessinateur, etc. Cette activité s'achèvera quelque temps après l’exclusion de Pedro Carrasquedo et de ses camarades.

### Exclusion du PT, création de La Commune
En même temps que Pedro Carrasquedo furent également exclus le 10 mai 1992 trois autres membres du Comité central : Jean-Paul Cros, trotskyste depuis 1964, qui dirigeait l’Herault, Antonio Guzmán, responsable de l’appareil technique et Alexis Corbière, responsable du travail jeunes. 120 militants se solidarisèrent des exclus et se joignirent à eux pour créer le Groupe La Commune, d’abord en tant que fraction publique du PCI, puis en tant qu’organisation indépendante (association à caractère politique déclarée) avec son journal mensuel La Commune et ses statuts.
Sur le plan international, la Commune rejoignit les Morénistes argentins, dont les continuateurs sont aujourd’hui le Movimiento socialista de los trabajadores (es) (MST). Ce regroupement, qui englobe également d’autres courants et organisations en Amérique latine et en Europe, en particulier au Venezuela et au Brésil, mais aussi en Biélorussie et en Espagne, a été observateur de la IVe Internationale et s'est constitué en mai 2019 en Ligue Internationale pour le Socialisme, dont font partie le MST argentin et La Commune en France.
Le 10 mai 1992, Pedro Carrasquedo et sa compagne Françoise seront arrêtés pour avoir hébergé des militants indépendantistes basques. À l’issue d’une garde à vue de quatre jours, Pedro Carrasquedo sera inculpé par la juge antiterroriste Laurence Levert pour « association de malfaiteurs à titre principal ou connexe ».
Une campagne internationale pour la levée de son inculpation et de celle de ses coinculpés se développa alors. La pétition internationale recueillit des  milliers de signatures, parmi lesquelles celles de Gilles Perrault, Claude Bourdet, Théodore Monod, Yves Dechezelles, Pierre Broué, Benjamin Stora, Alain Krivine, Maurice Rajsfus, Michel Lequenne, Jean Ziegler, Ignacio da Silva, dit « Lula » etc ,. Il sera relaxé à l'issue du procès qui se tiendra en 1995. De nombreux militants de la Commune seront arrêtés et placés en garde à vue pour les mêmes raisons.Tous seront libérés également sauf Alexis Corbière et Pierre Fauré qui feront quelques mois de prison.
Françoise Carrasquedo et Pedro Carrasquedo créeront avec quelques camarades le Comité chômeurs salariés d'Alfortville. L'activité pour la défense des familles en difficulté, notamment sur la question du logement et des sans-papiers, fera connaître une progression exponentielle de ce Comité dont la porte-parole, Françoise Carrasquedo, sera élue conseillère municipale avec près de 8 % de voix en 1995.

### Le NPA
En 2009, à la veille de la fondation du Nouveau Parti anticapitaliste, (NPA), l’organisation La Commune se dissout et intègre le NPA où elle
devient simple courant. Pedro Carrasquedo sera ainsi l’un des délégués pour le Pays basque au congrès de fondation du NPA les 6, 7 et 8 février 2009. Depuis, Pedro Carrasquedo ainsi que les membres de La Commune ont adhéré à la création, le 1er décembre 2013, d'un courant gauche dans le NPA : Anticapitalisme et Révolution.
À la suite de désaccords majeurs avec la direction du NPA (notamment devant ce qu'ils voient comme "un opportunisme et une prostration devant le Front de gauche" ), les membres du courant La Commune quittent le NPA en juin 2014 et reconstituent l'organisation La Commune-pour un parti des travailleurs et relancent son journal éponyme.